# Glossina frezili
Glossina frezili
Pour les articles homonymes, voir Mouche et Goma Tsé-Tsé.
Espèce
Glossina frezili est l'une des 23 espèces de glossines reconnues (genre Glossina) et appartient au groupe forestier/fusca (sous-genre Austenina).

## Répartition
Glossina frezili est la dernière espèce de glossine identifiée. Elle a été décrite pour la première fois chez des spécimens du Congo, et plus particulièrement dans les mangroves de l'estuaire du fleuve Kouilou-Niari,. Glossina frezili est également présente au Gabon, et sa présence a également été suggérée en République centrafricaine et en République démocratique du Congo. Cependant, une revue de la littérature scientifique pour la période 1990-2020 n'a trouvé de preuves publiées de sa présence qu'au Gabon, et plus particulièrement dans le parc national de l'Ivindo, le parc national de Moukalaba-Doudou et d'autres zones forestières ou humides,,. En revanche, aucune donnée récente n'est disponible pour la zone côtière du Congo où l'espèce a été décrite pour la première fois, laquelle se trouve dans la zone humide d'importance internationale du Bas-Kouilou-Yombo.